# رییکا
بندر ریْ یِکا (به معنی:رودخانه) (ایتالیایی: Fiume; اسلوونیایی: Reka; مجاری: Fiume) سومین شهر بزرگ و پرجمعیت جمهوری کرواسی پس از زاگرب و بندر اسپلیت در شمال کشور است و براساس سرشماری ۲۰۱۱ جمعیتی بالغ بر ۱۲۸٬۳۸۴ دارد. ریْ یِکا همچنین مرکز شهرستان پریمورسکو-گورانسکا بوده و با وجود کارخانه‌های کشتی سازی و بنادر متعدد تجاری-توریستی رونق اقتصادی خوبی دارد. این شهر از طریق راه‌آهن و بزرگراه به زاگرب متصل شده‌است..

## نگارخانه

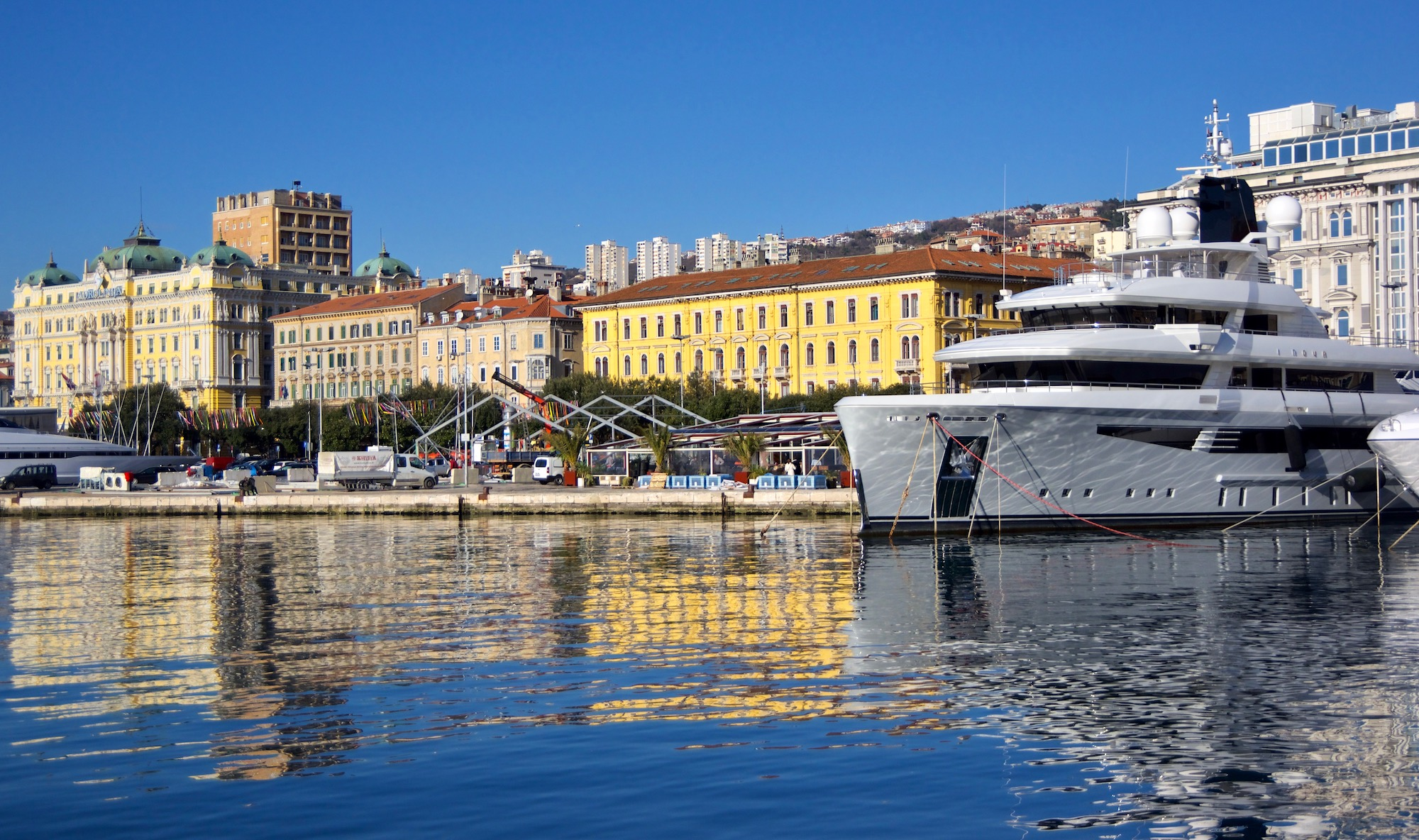
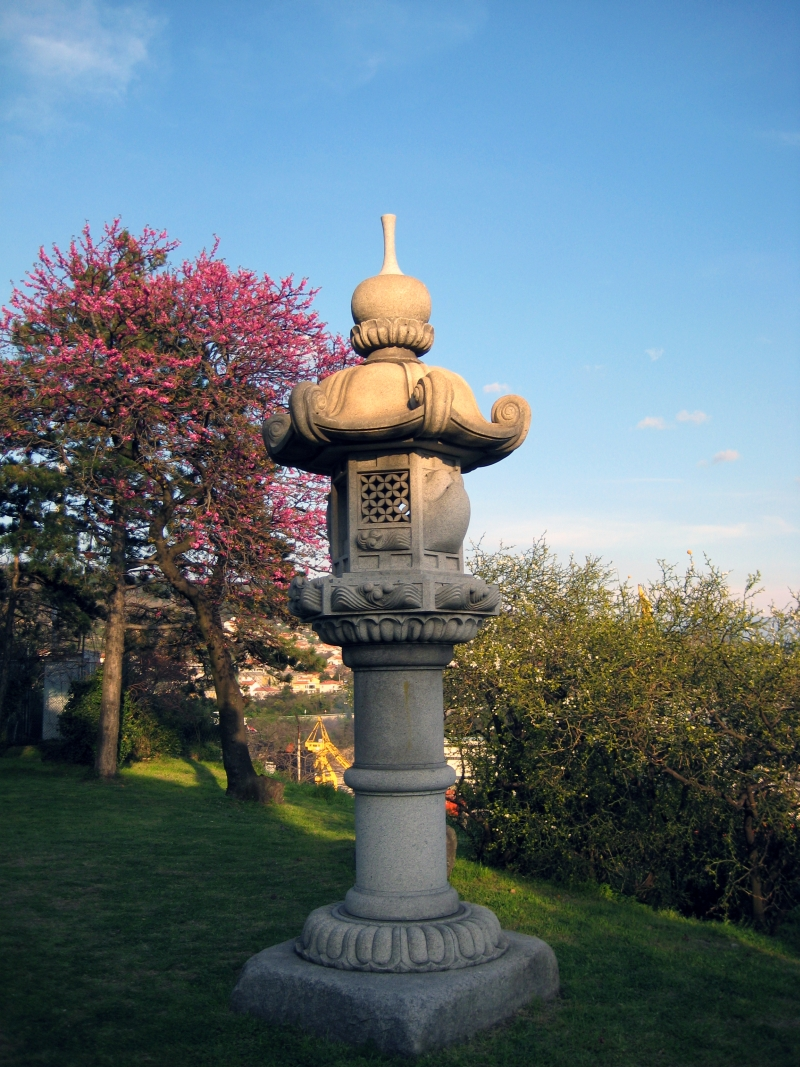
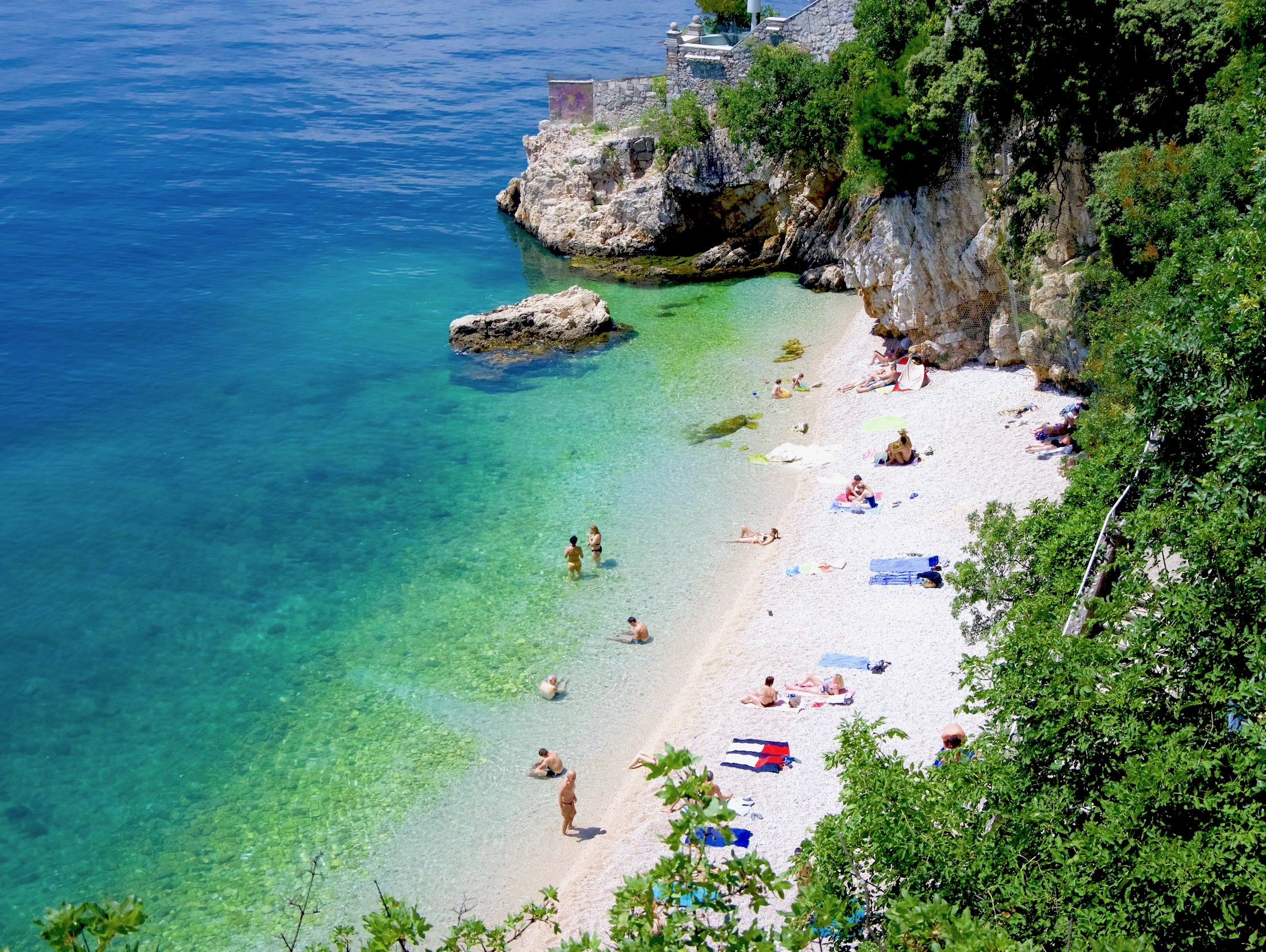
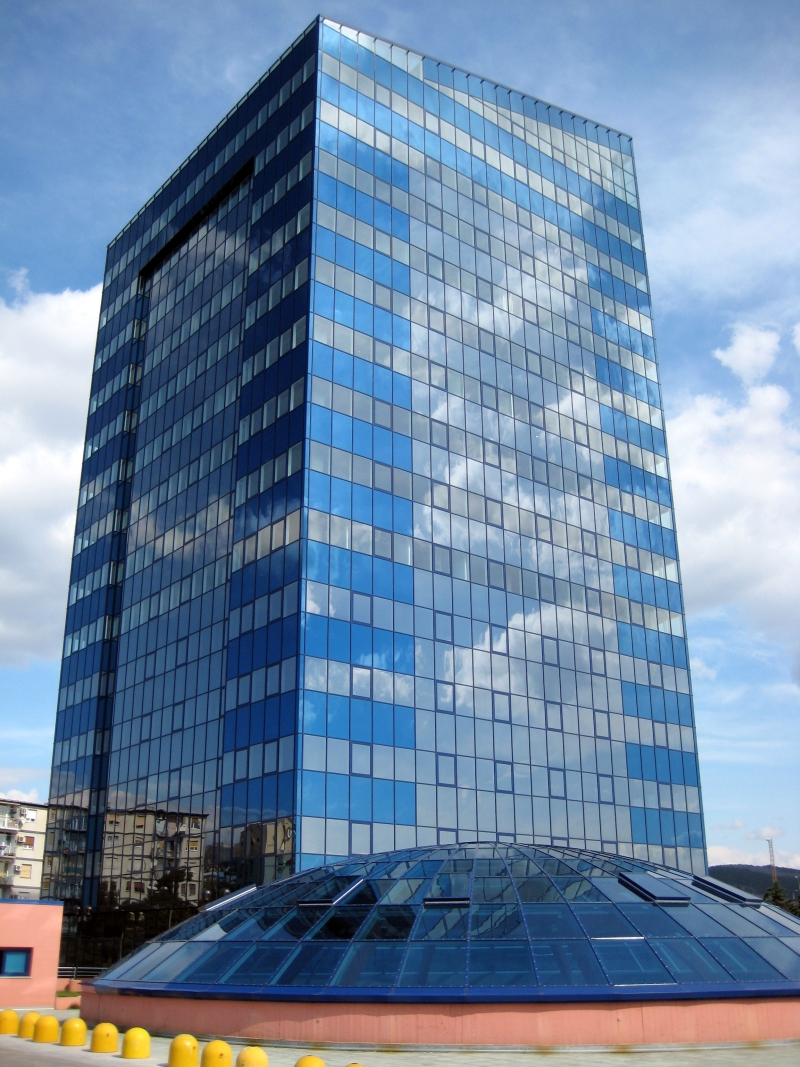
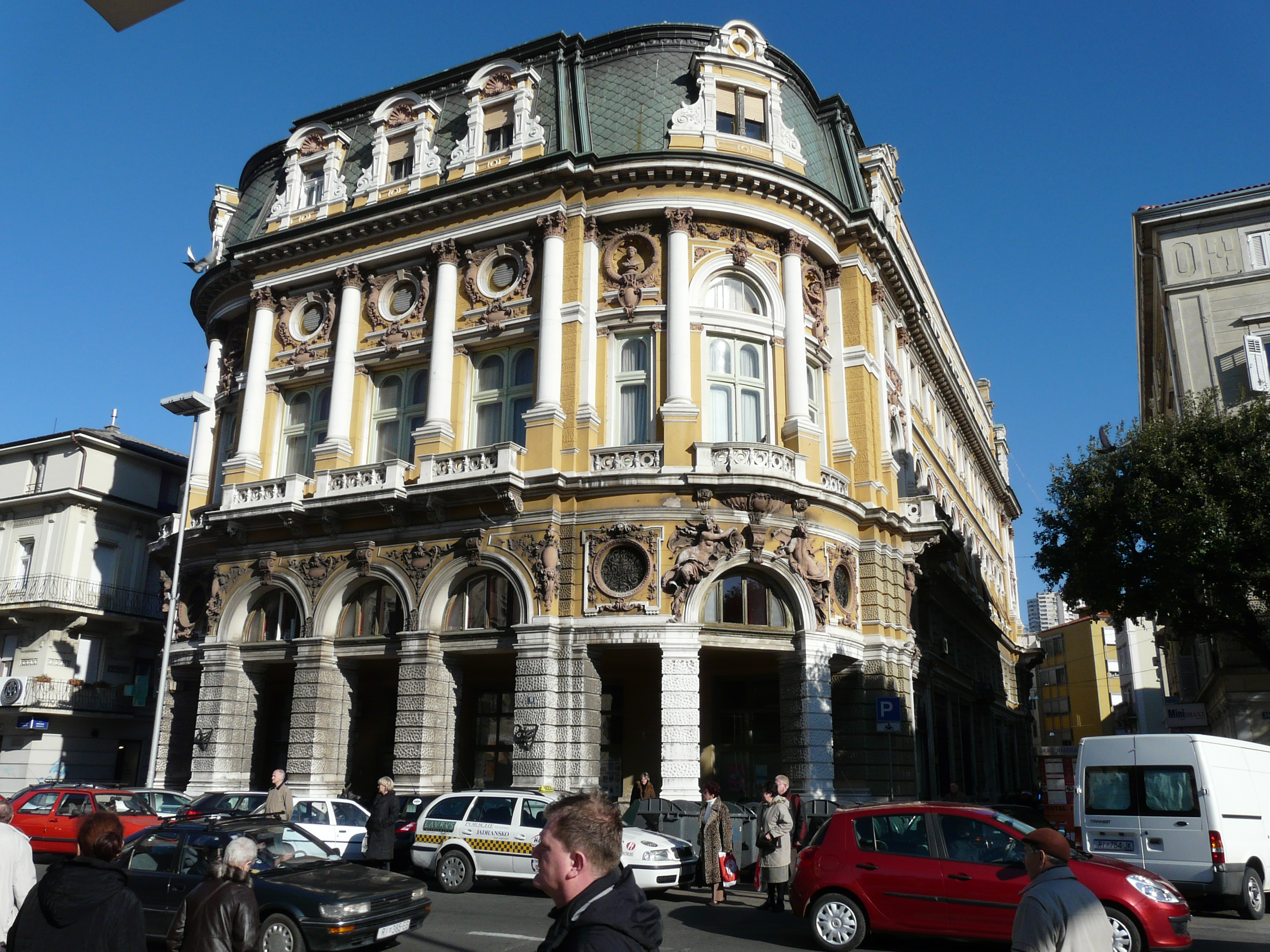
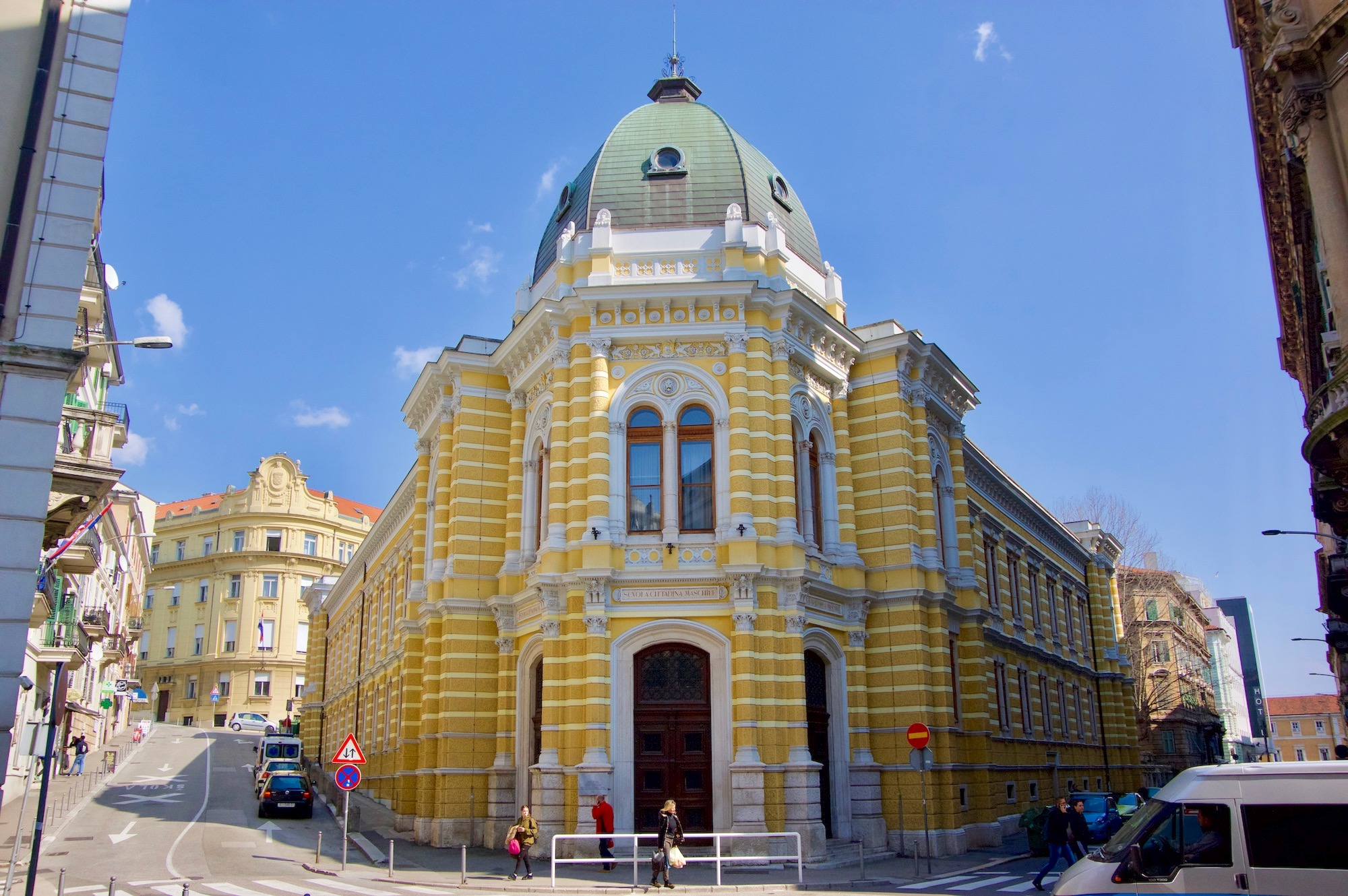
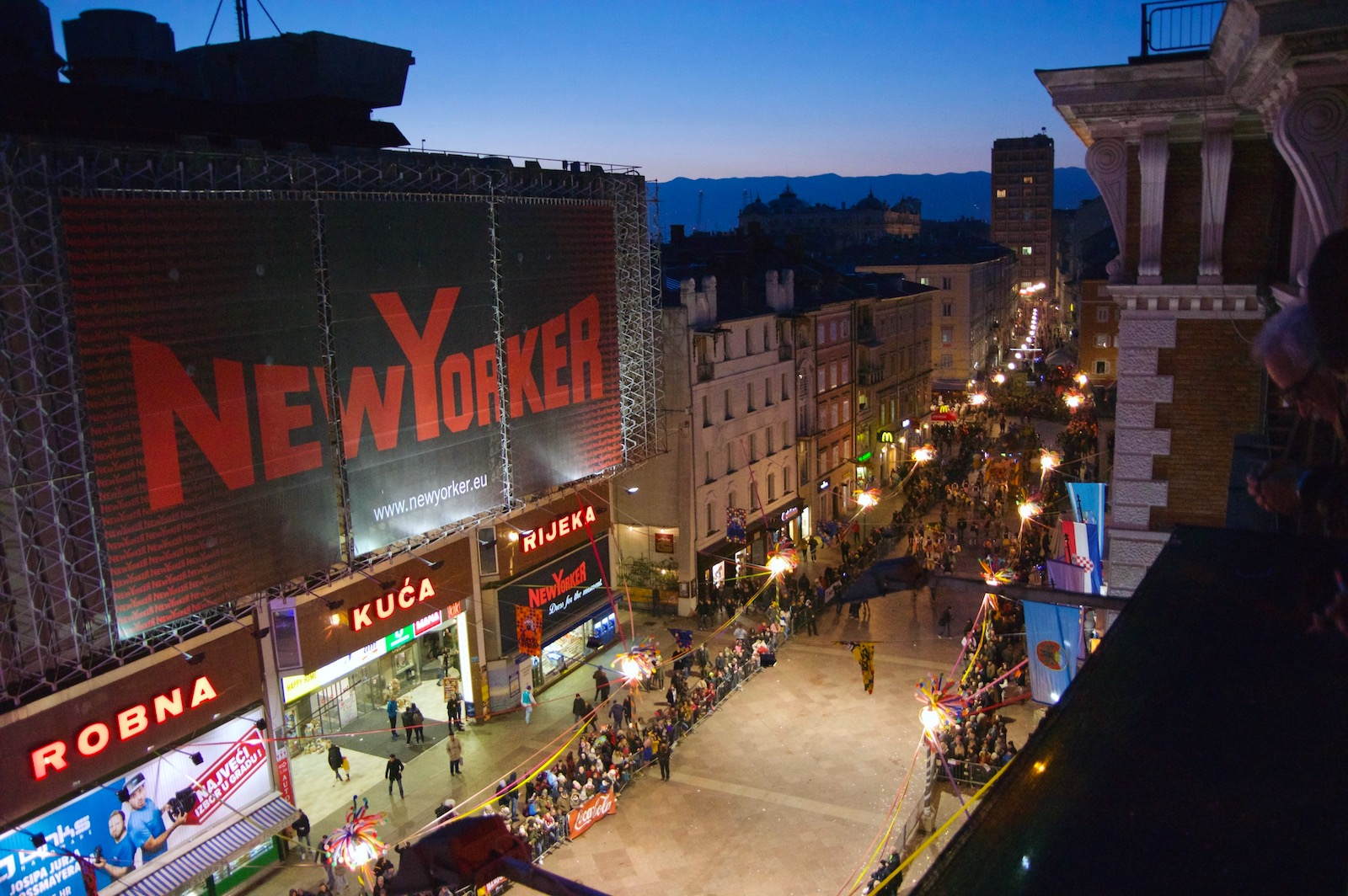
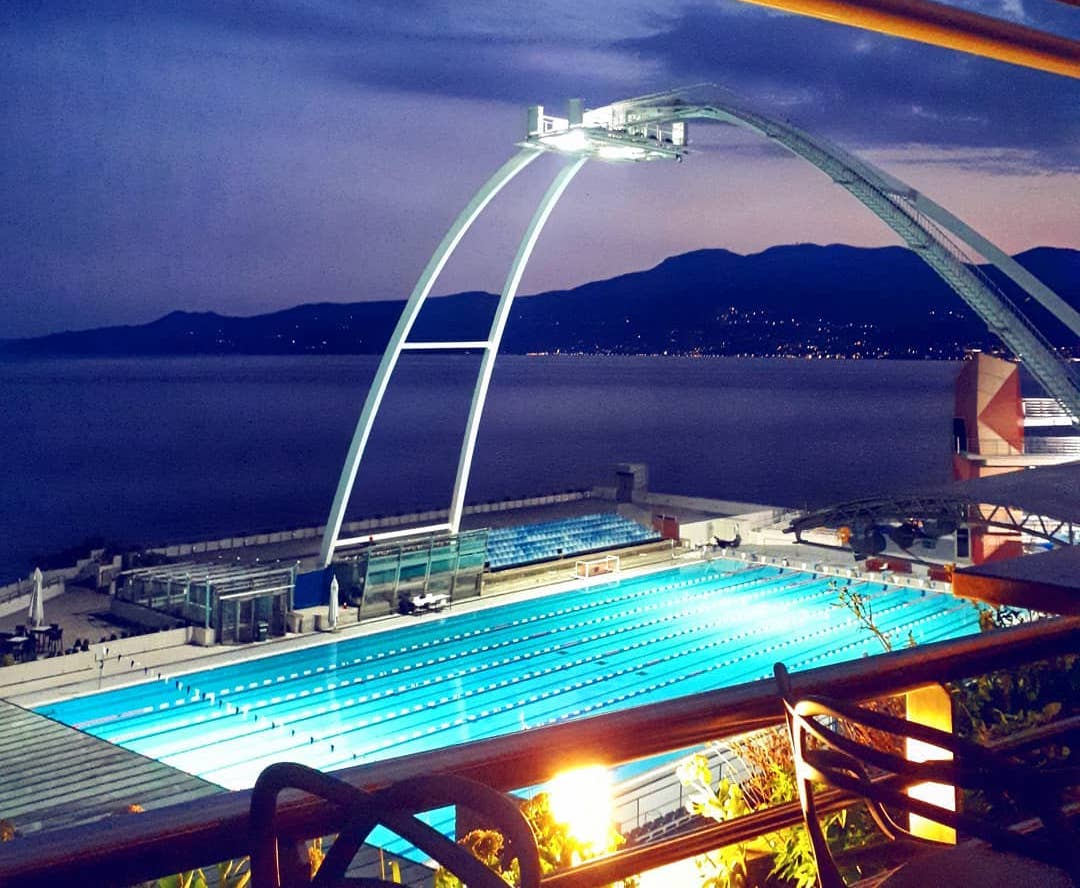
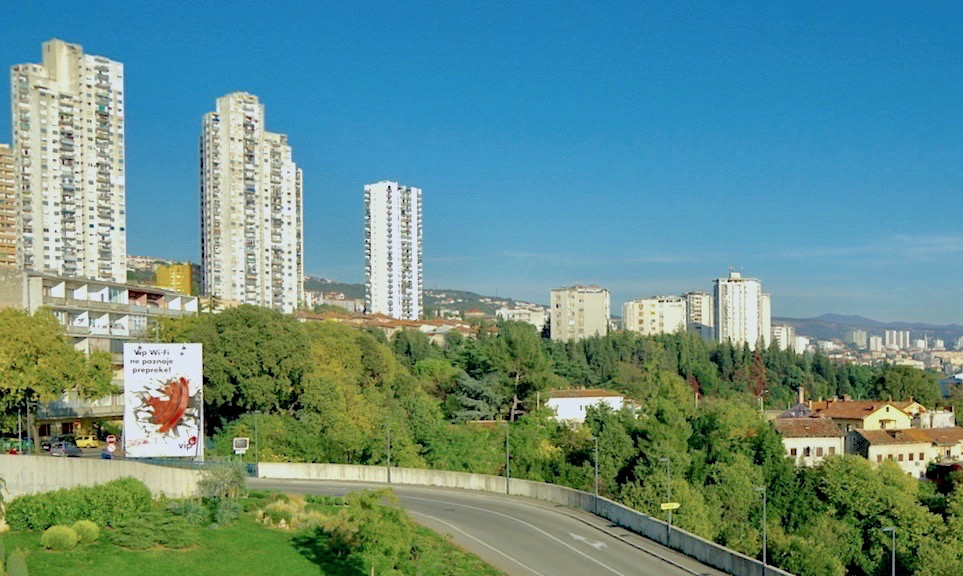
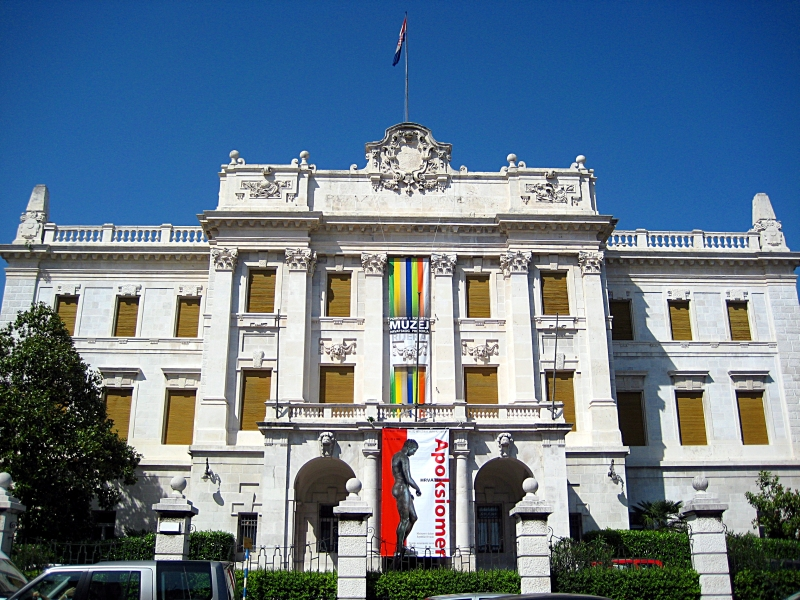
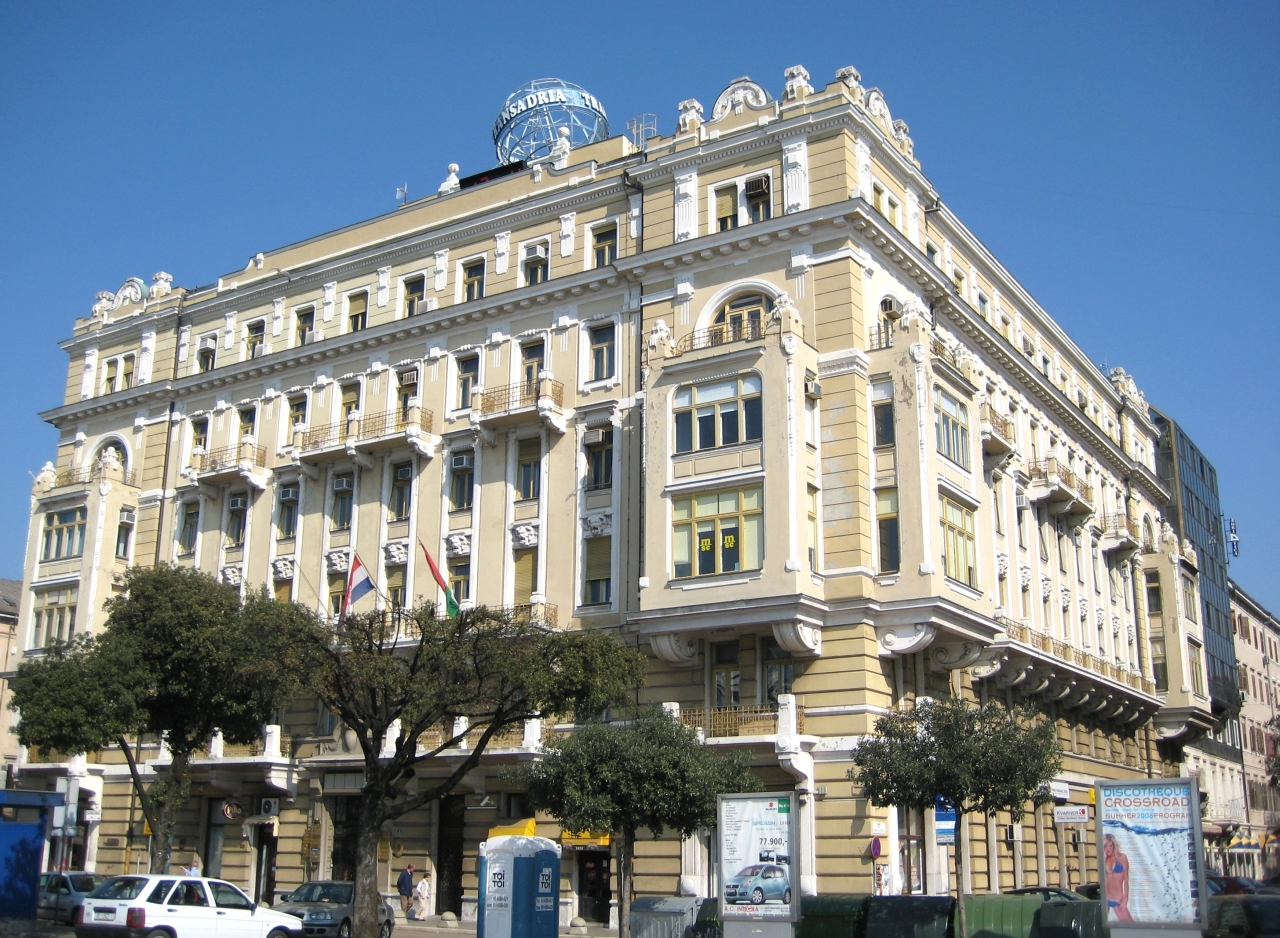
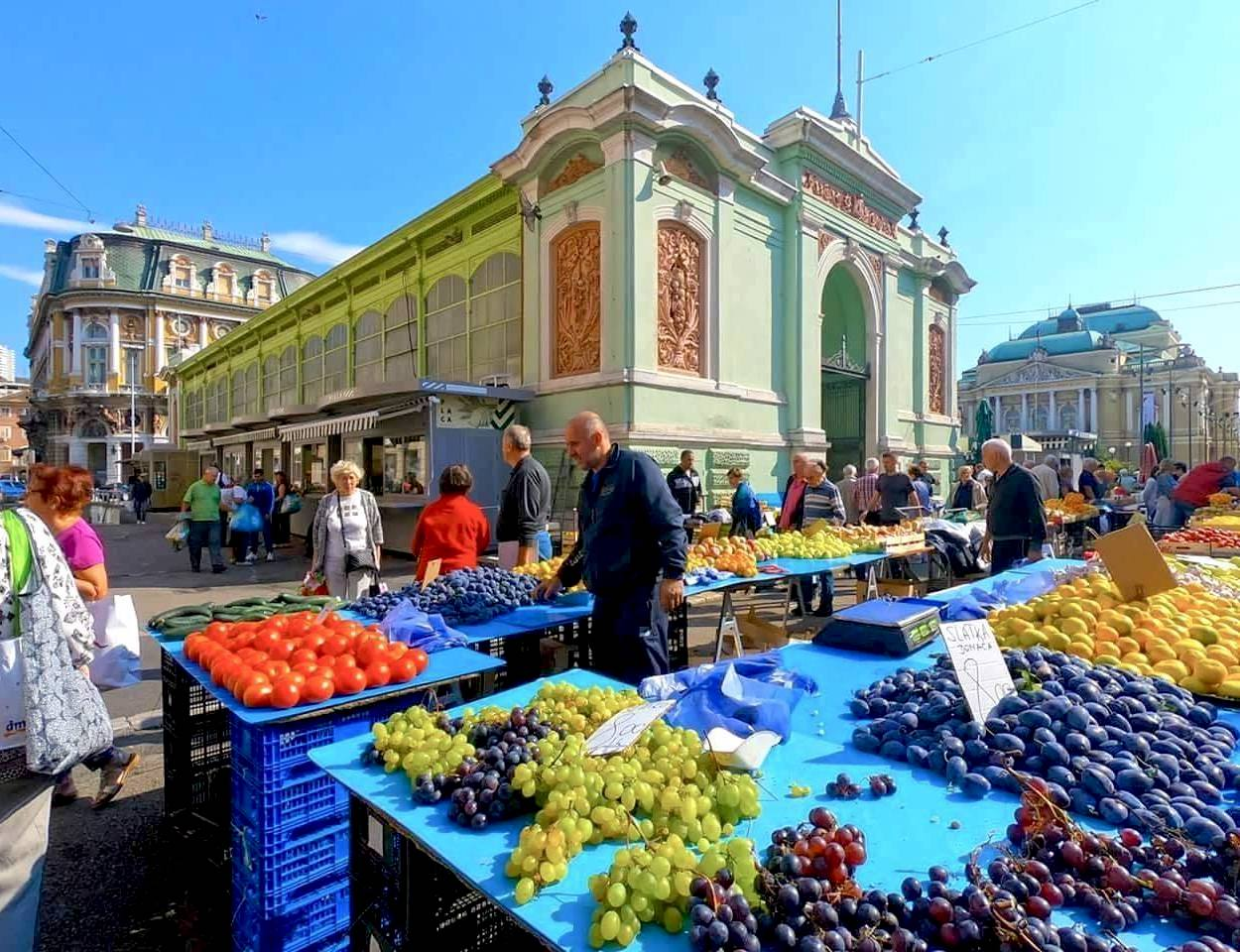
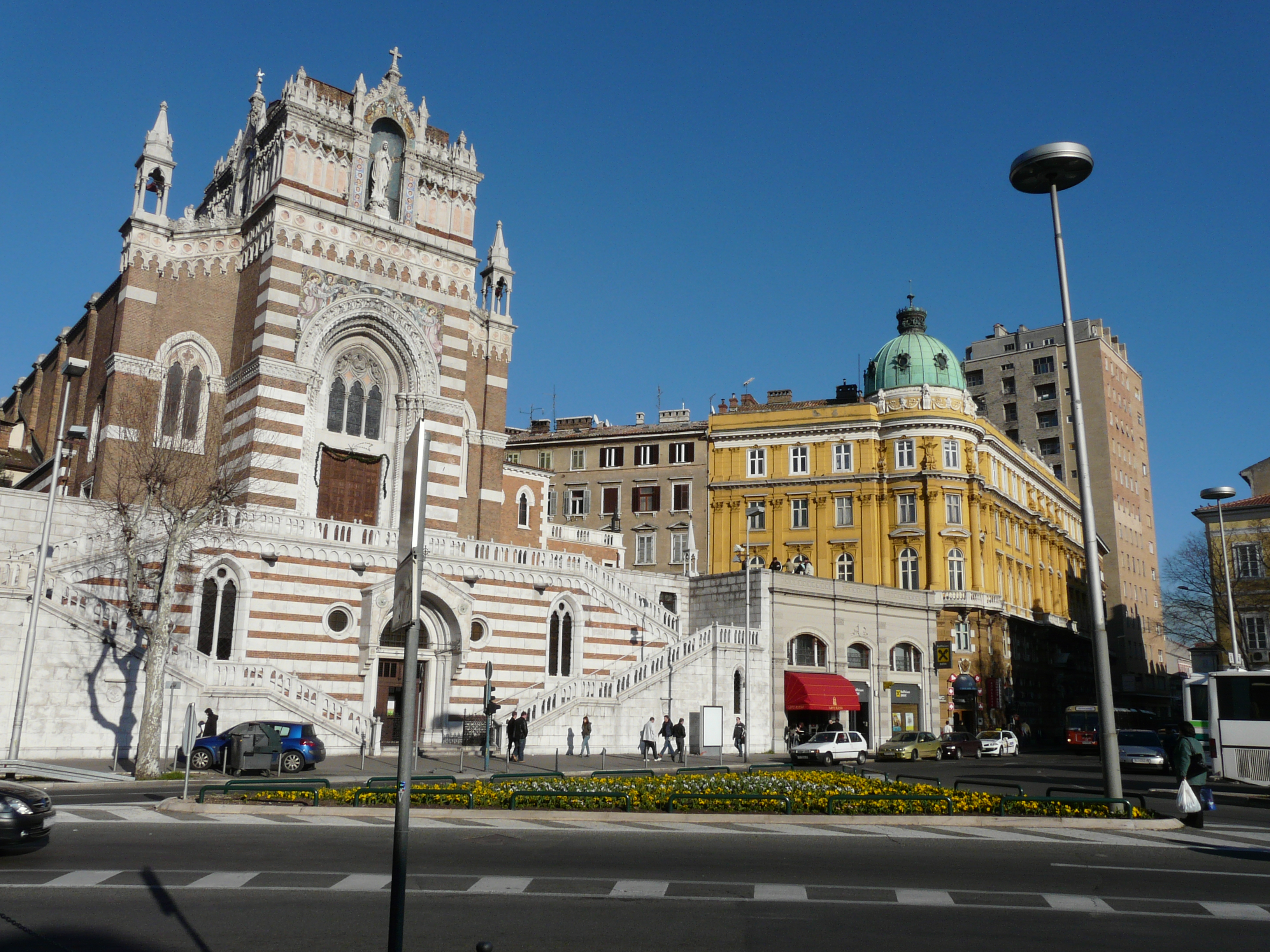
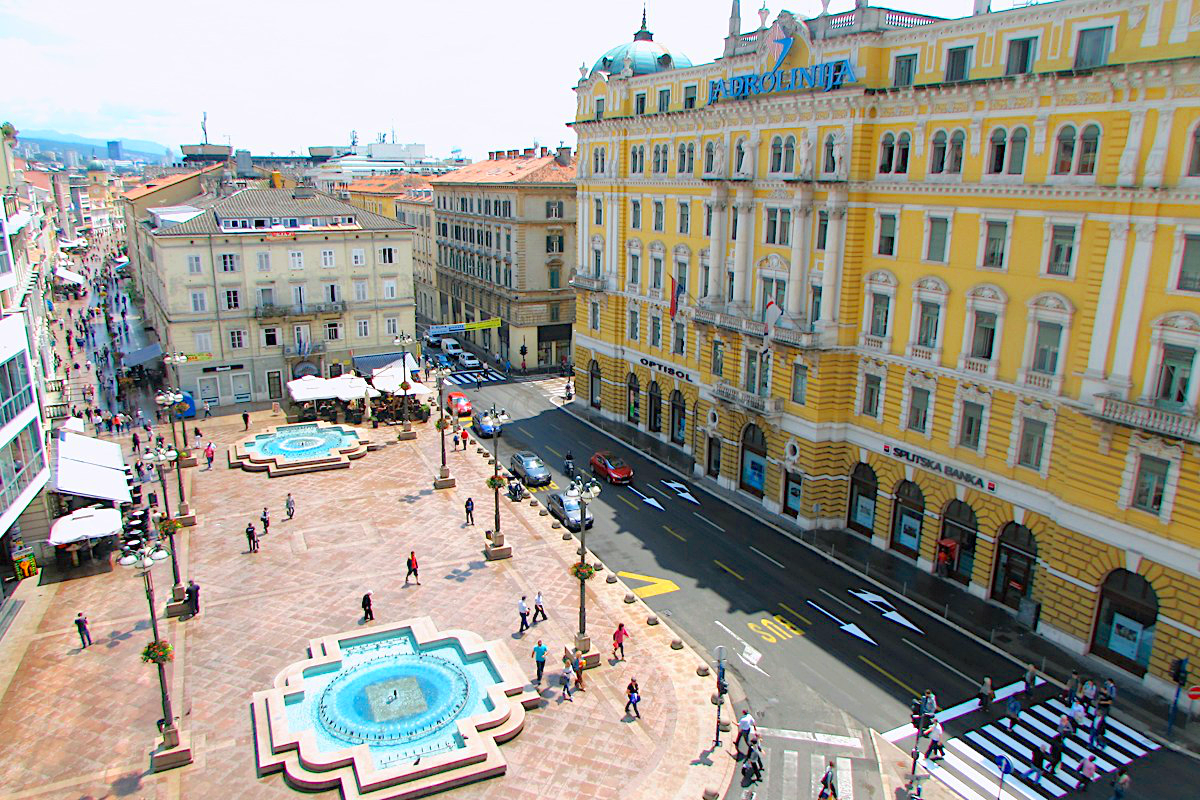
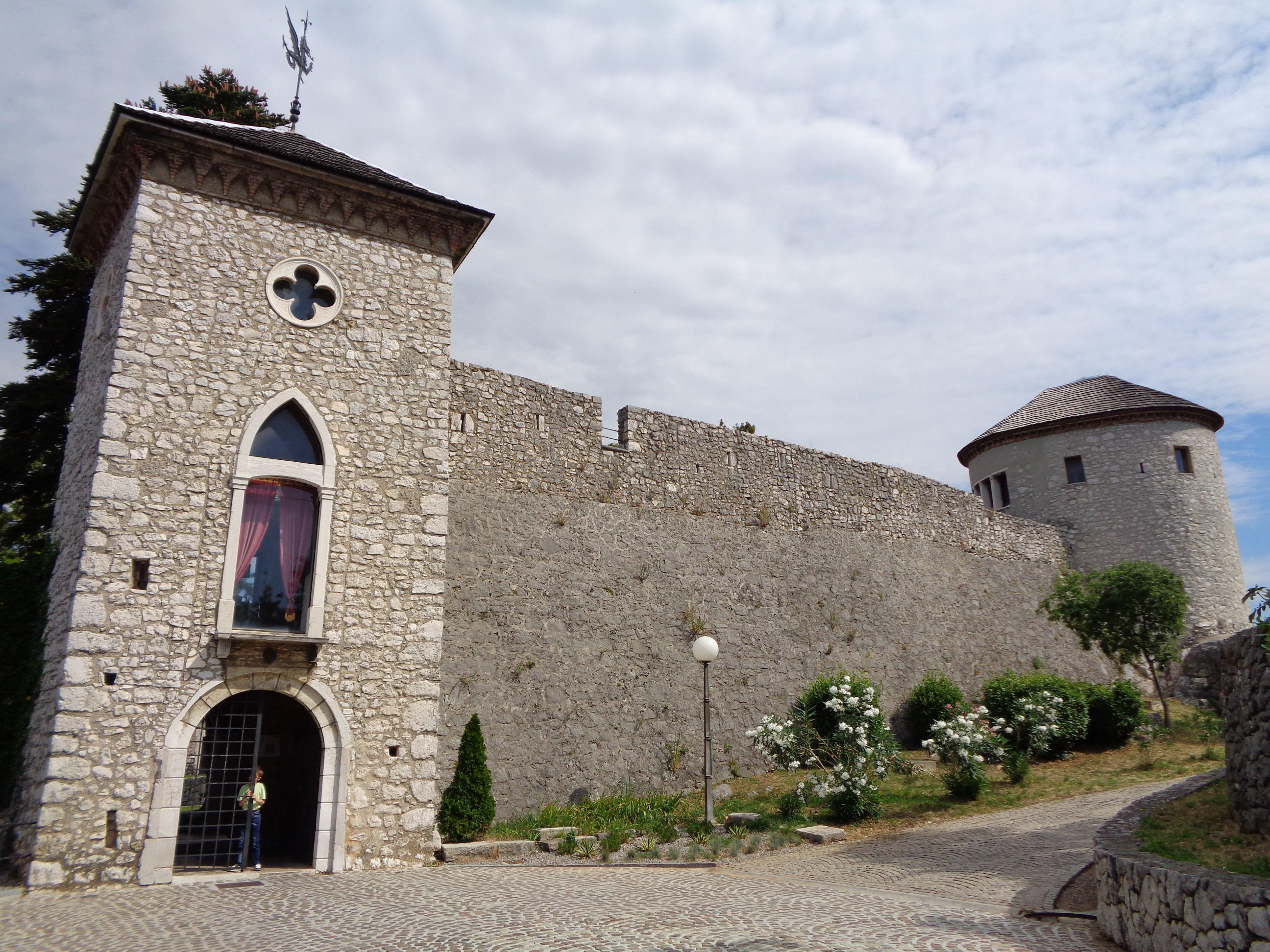
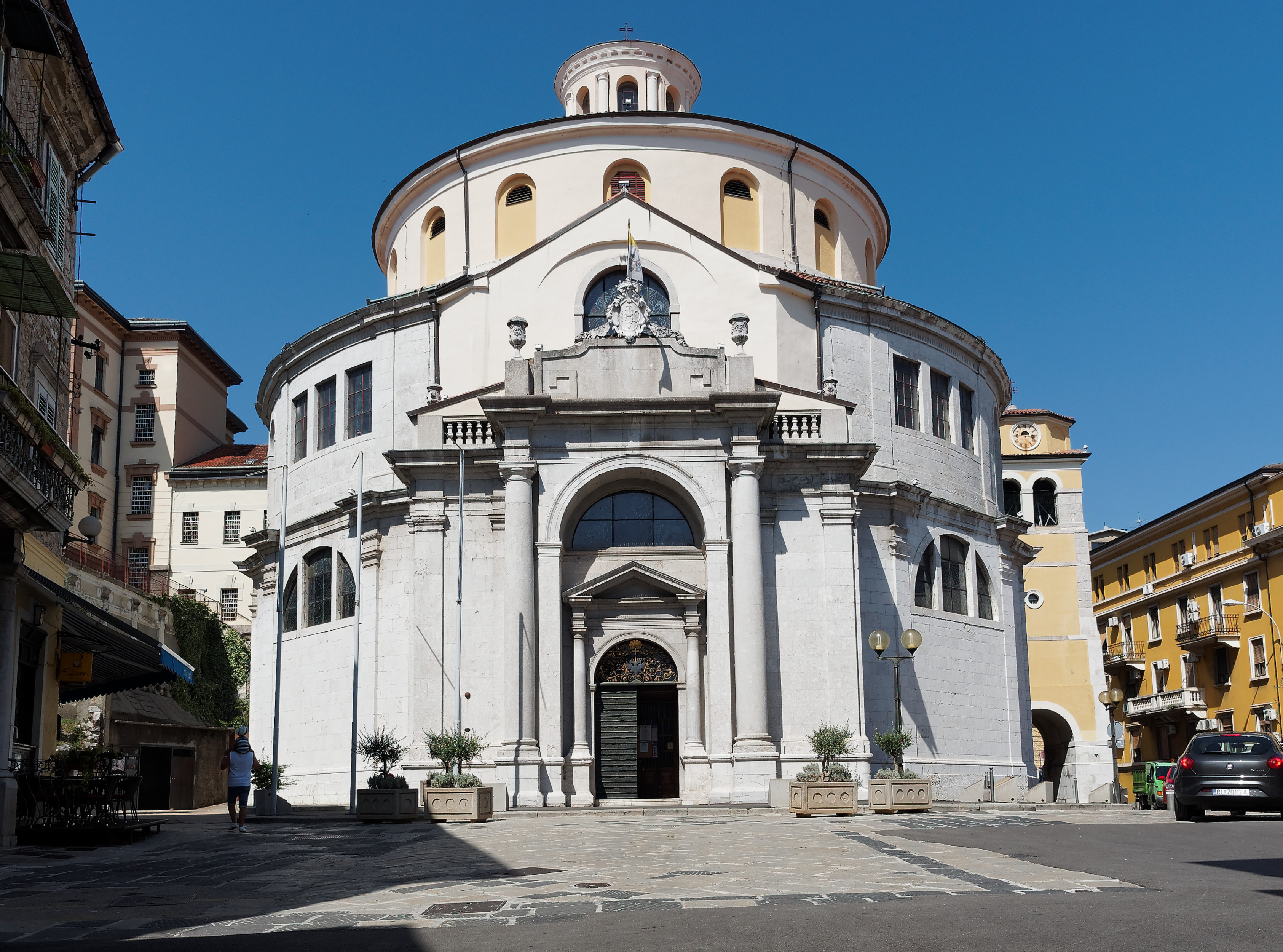
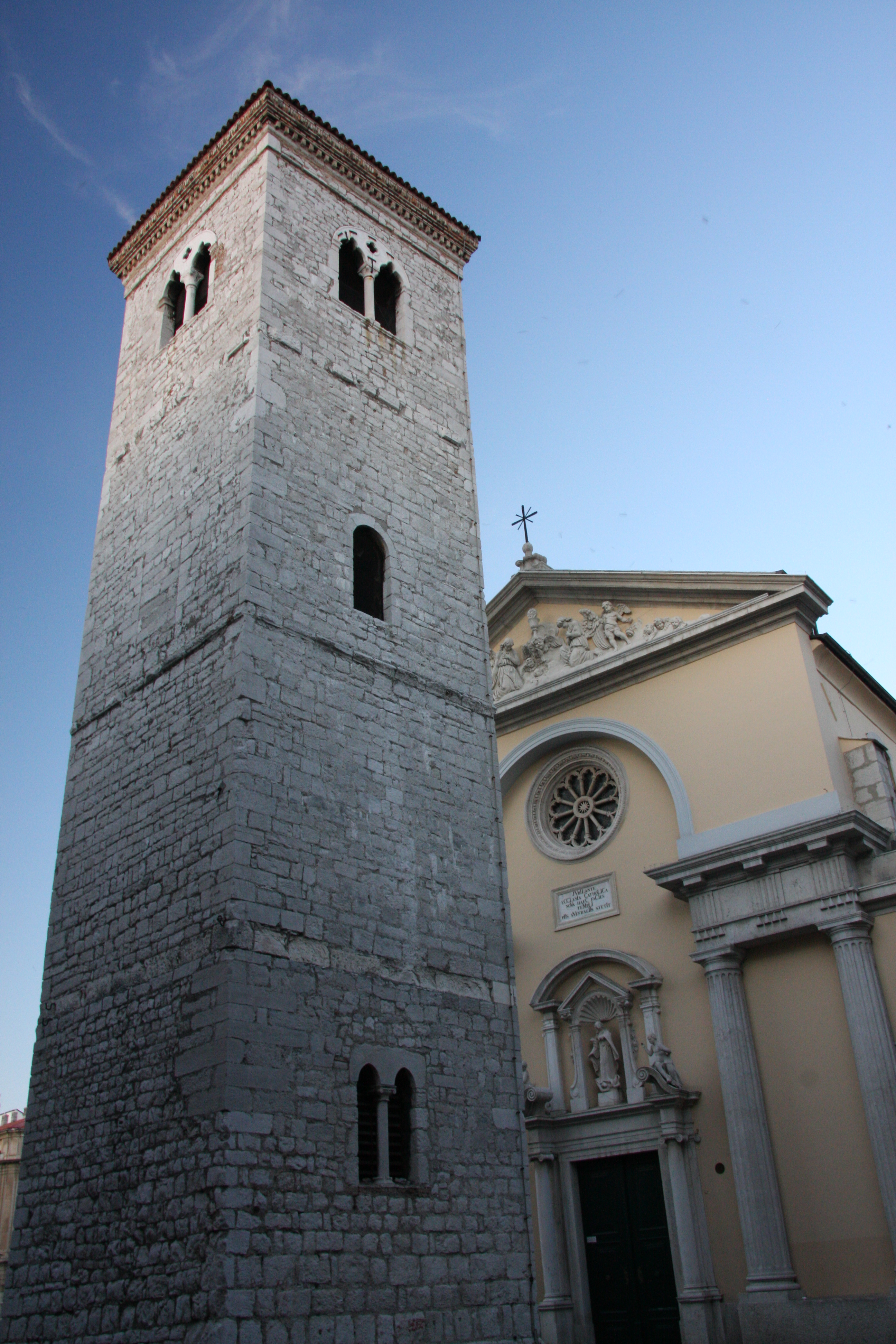
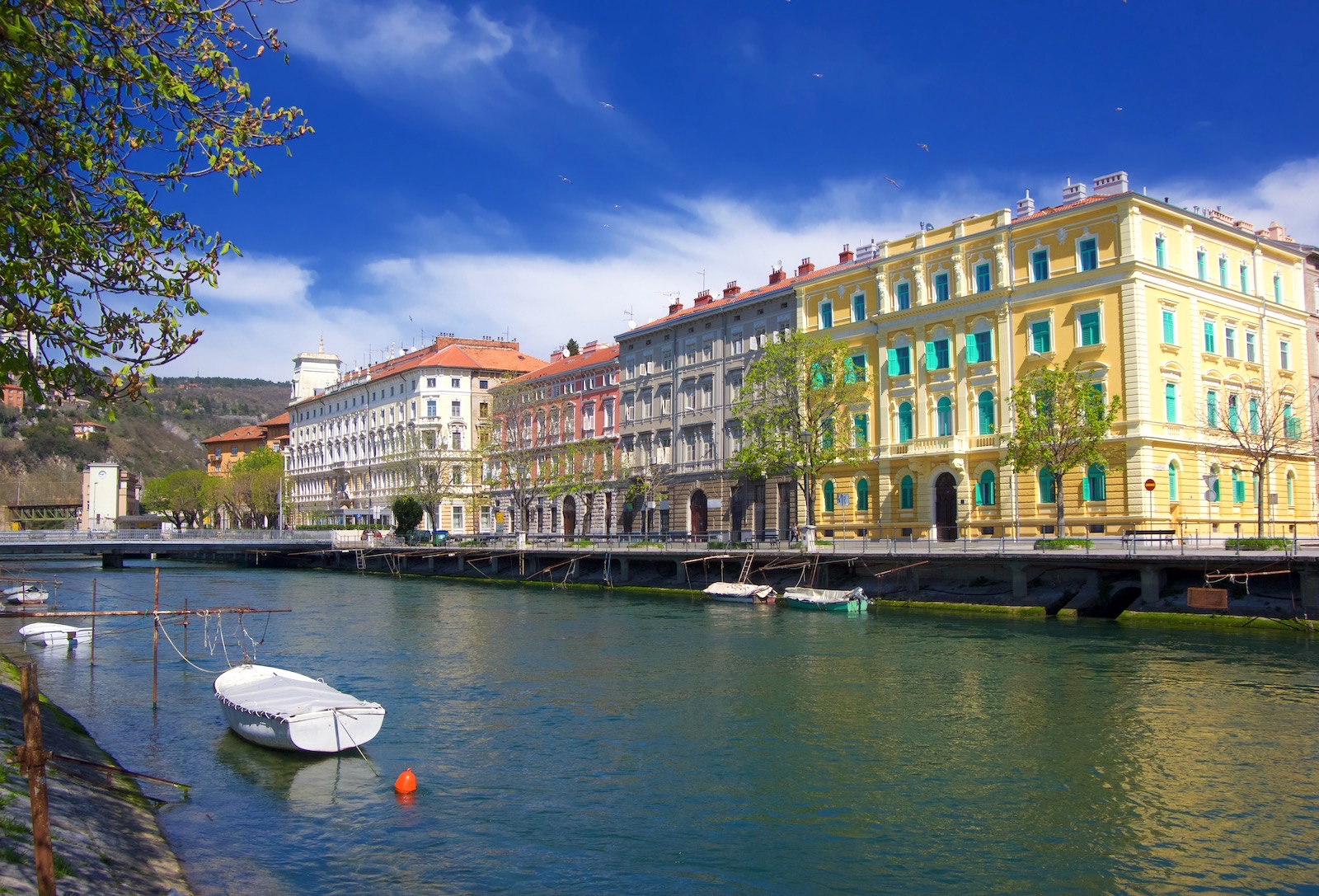
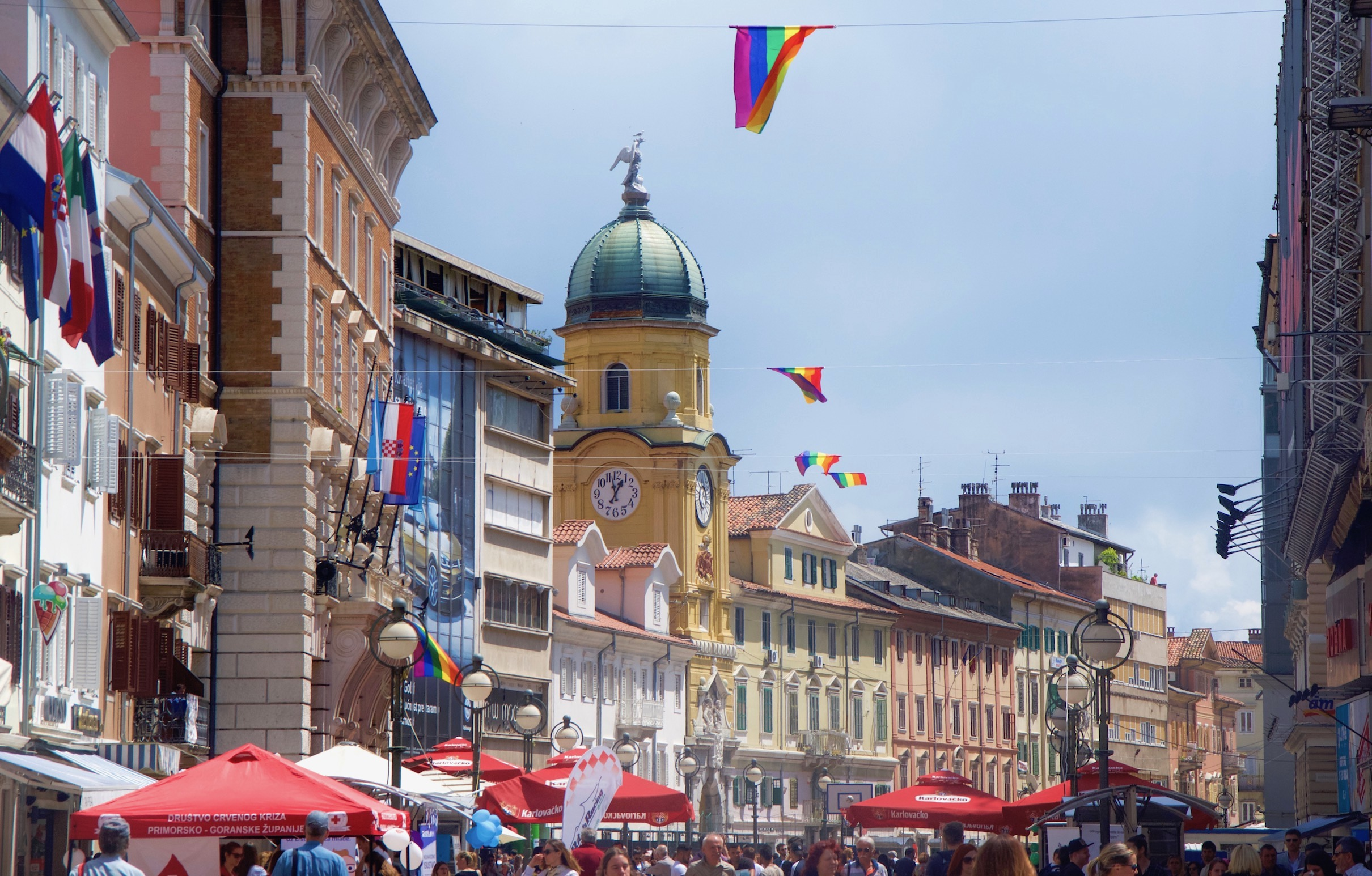
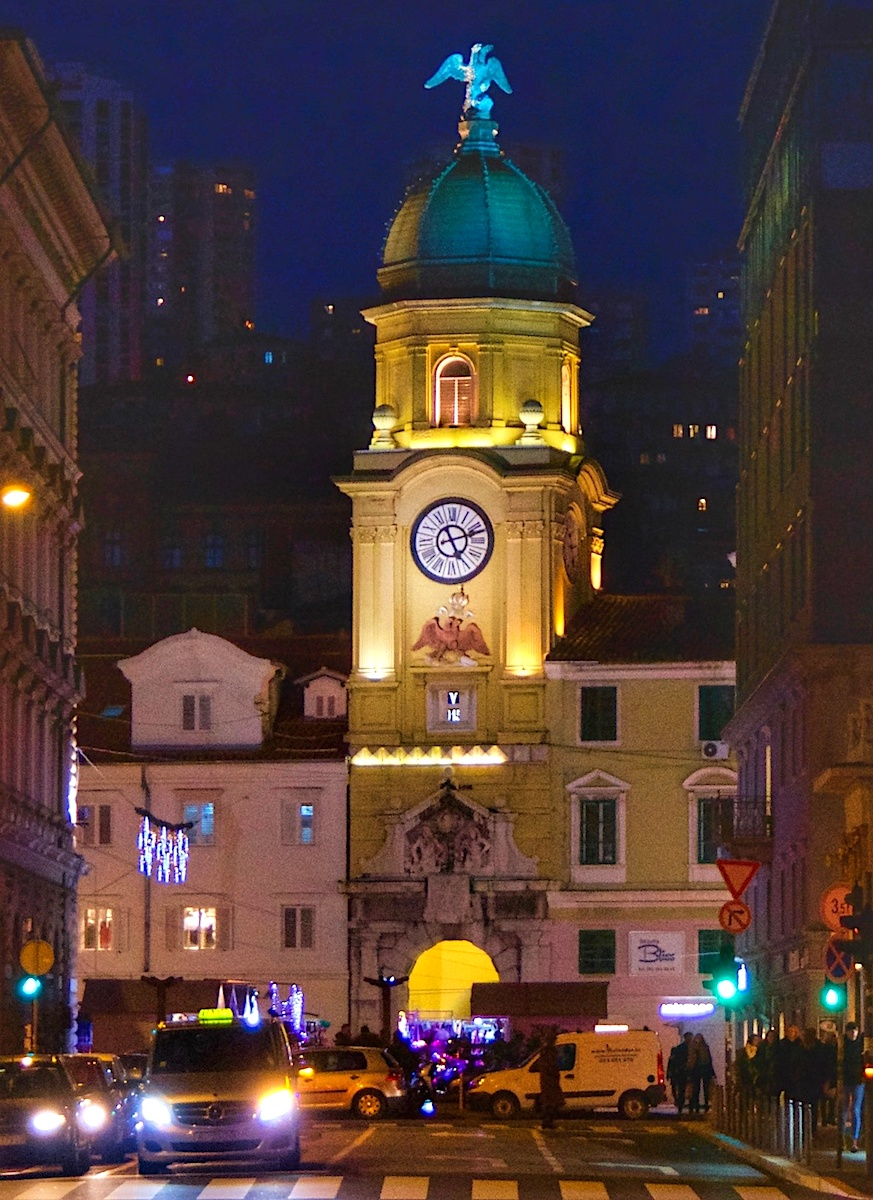
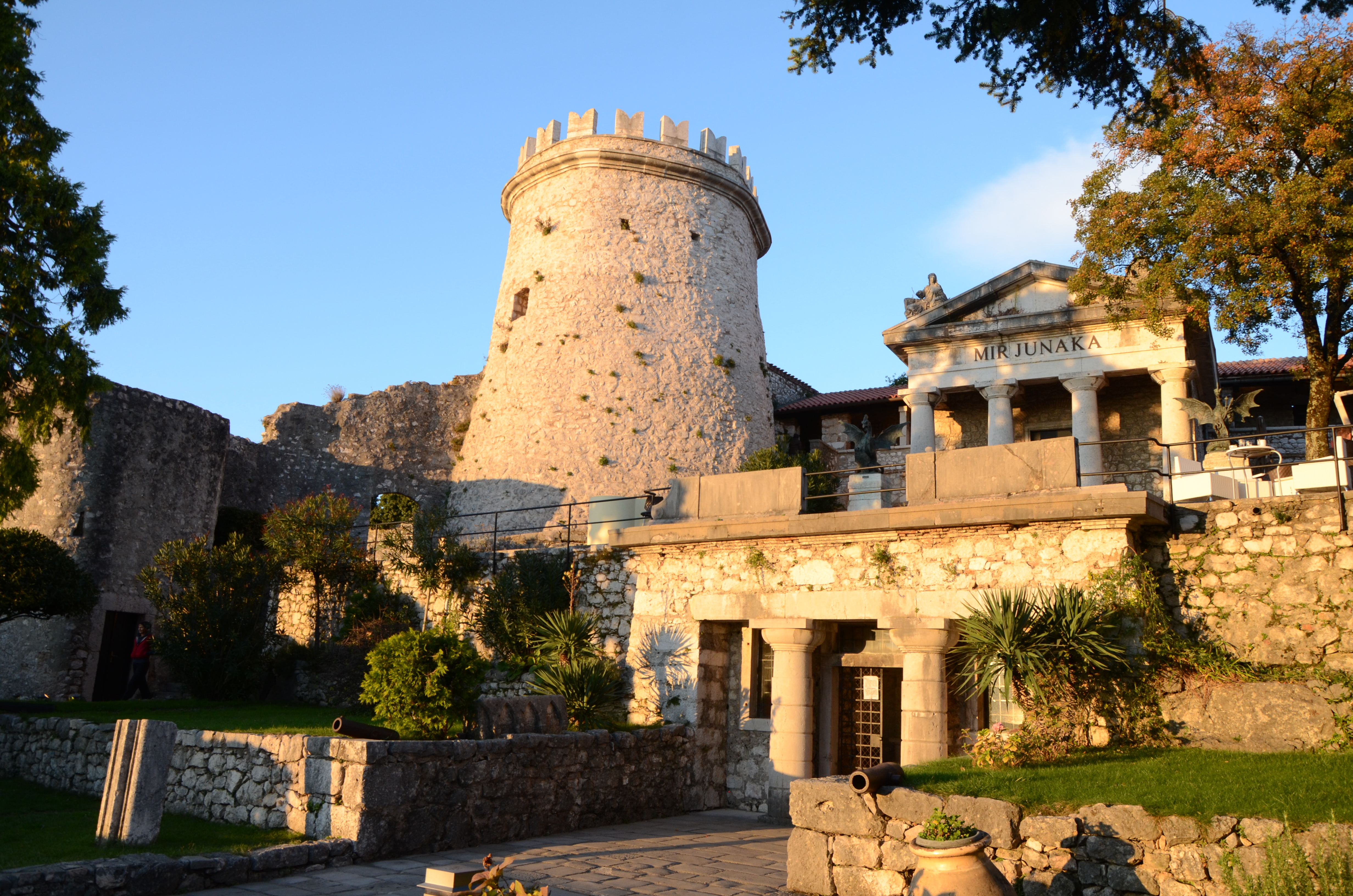
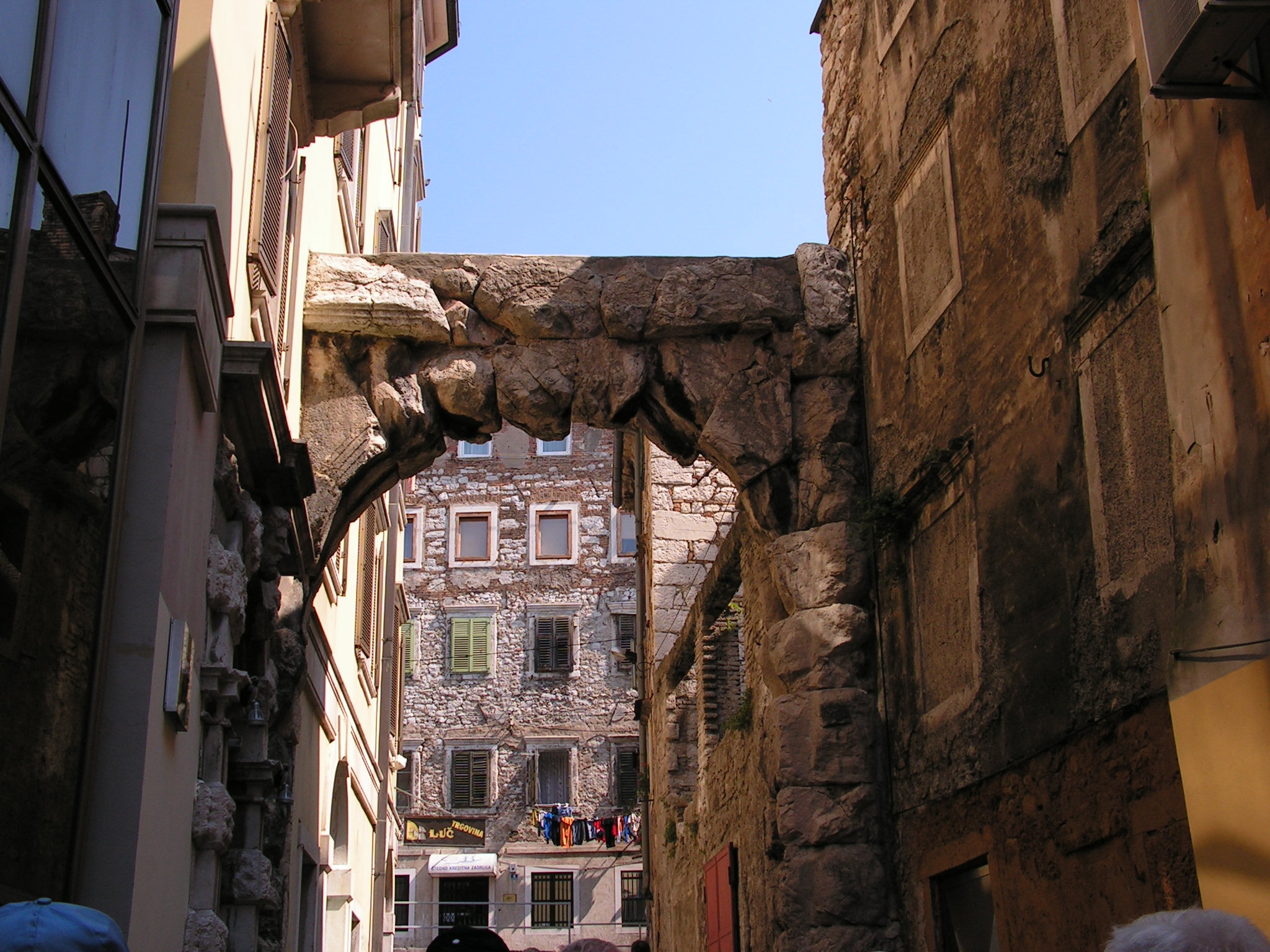
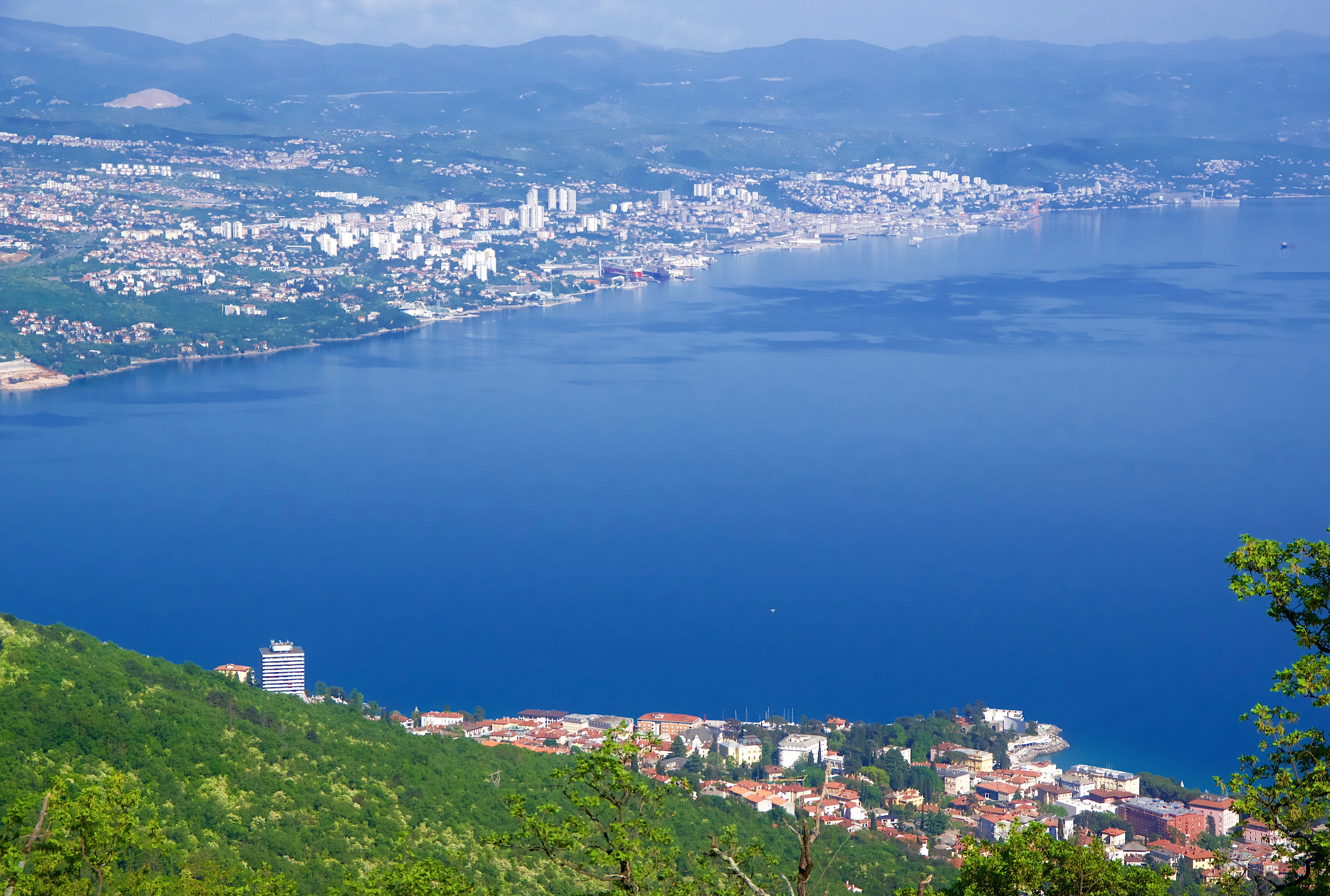
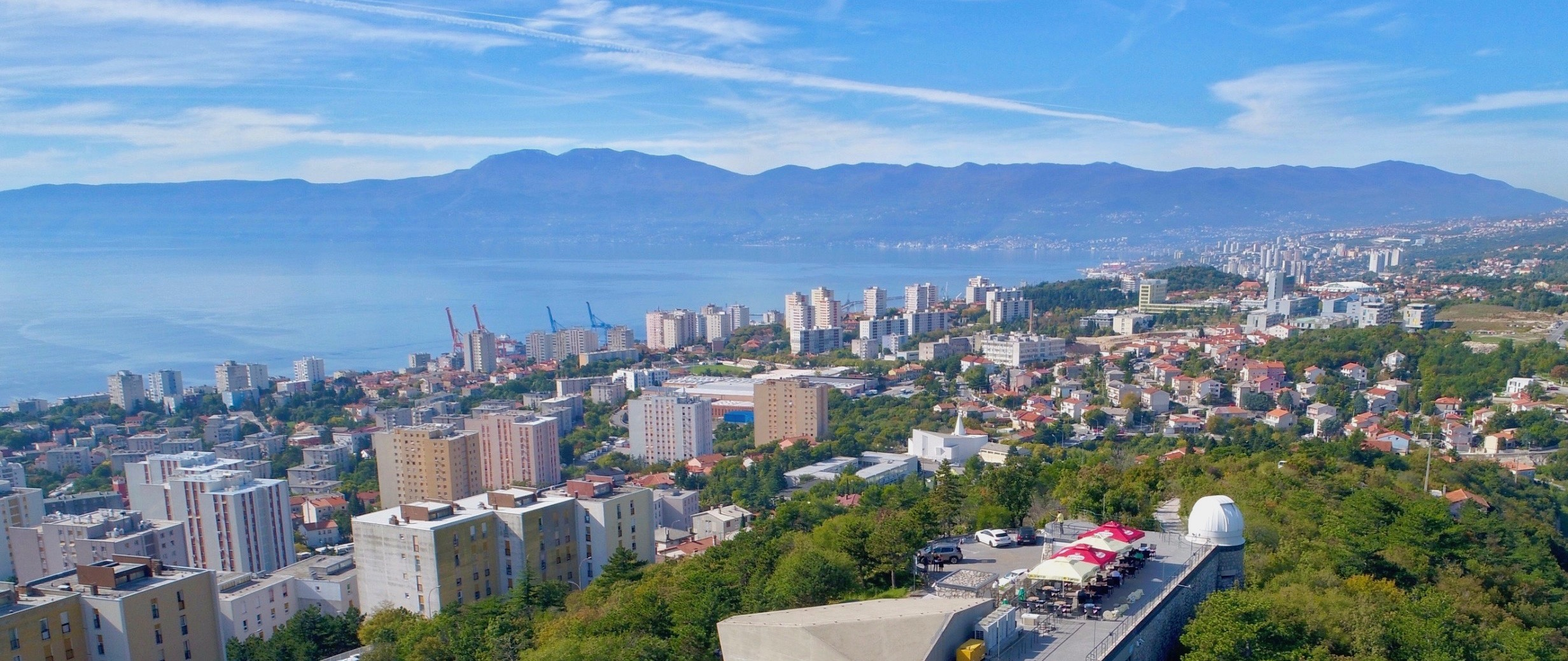
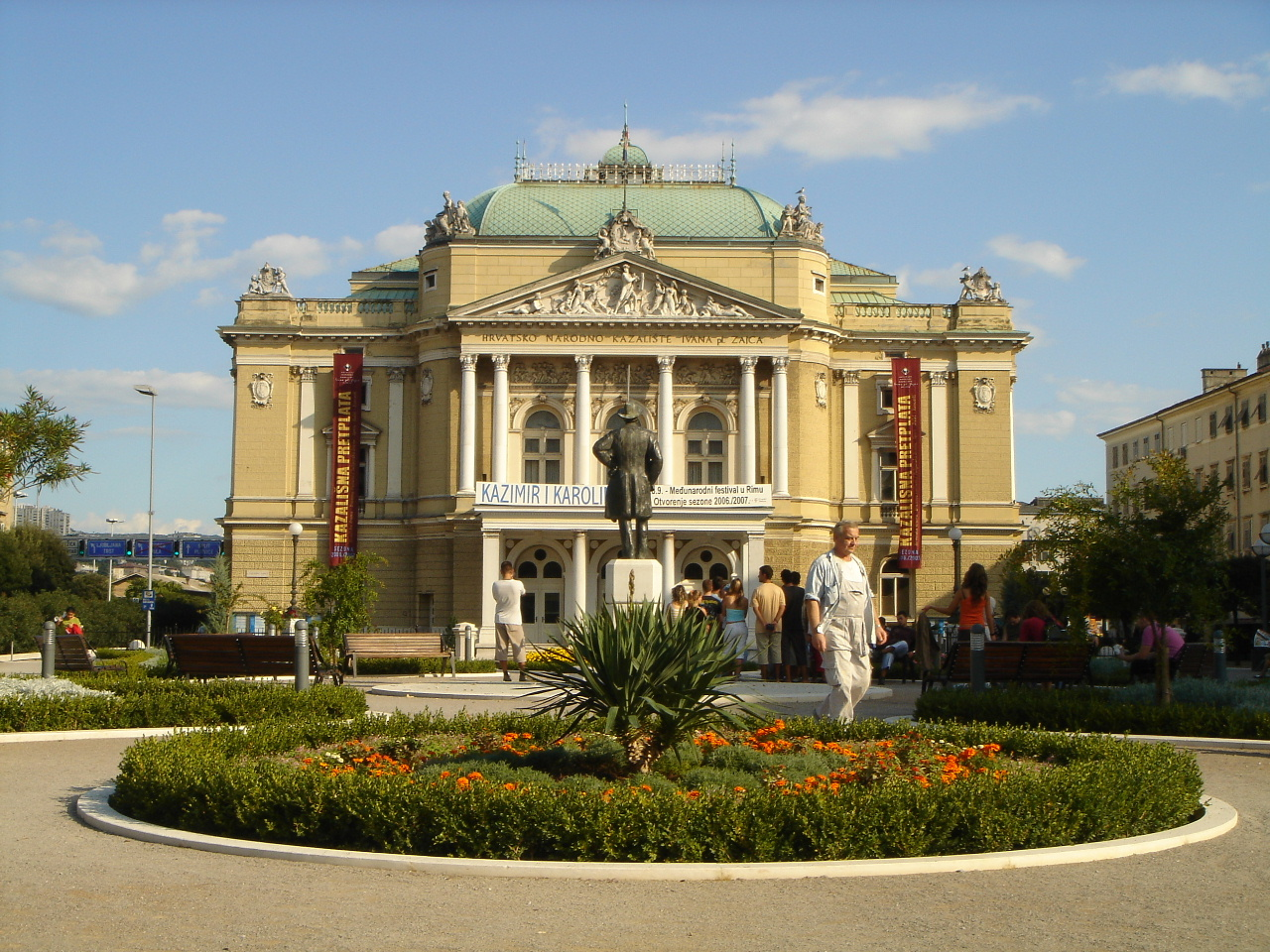
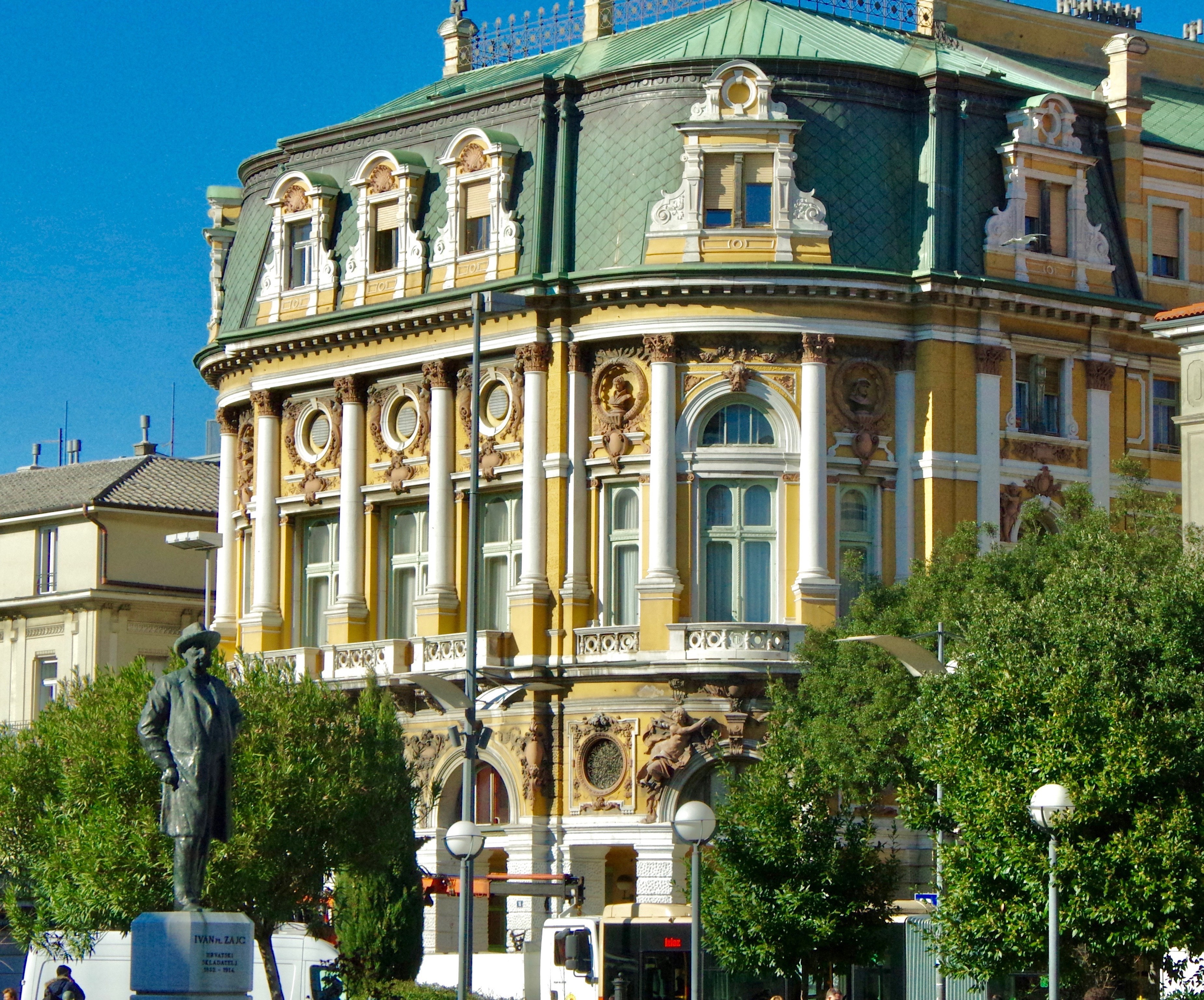
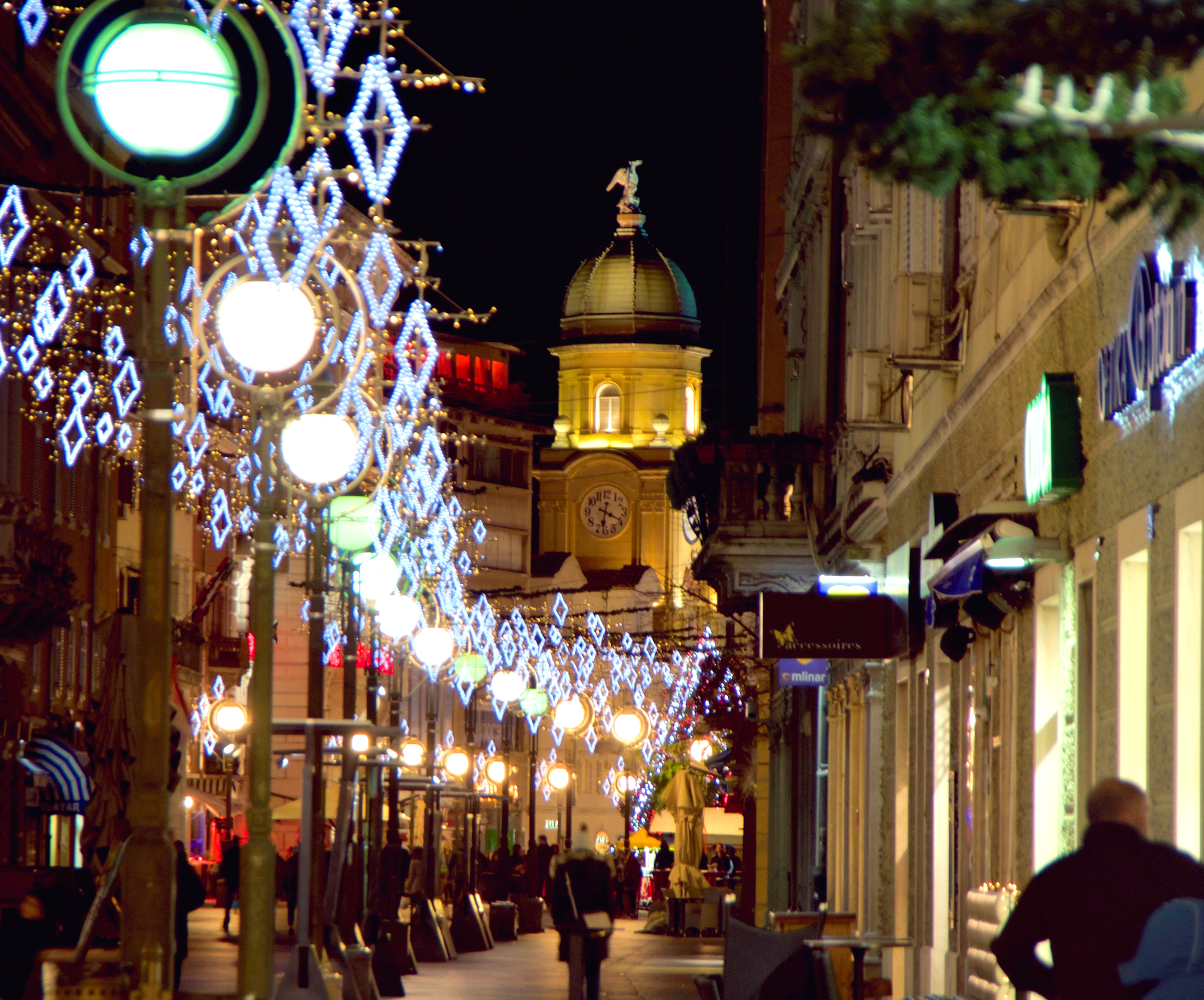